# Protase Rugambwa
Protase Rugambwa (Bunena, 31 mei 1960) is een Tanzaniaans geestelijke en een kardinaal van de Rooms-Katholieke Kerk.

## Vroege leven en studie
Rugambwa werd geboren in Bunena. Hij werd Rugambwa genoemd naar kardinaal Laurean Rugambwa, die in 1960 kardinaal was gecreëerd, als eerste zwarte Afrikaan. Na de basisschool ging Rugambwa naar het kleinseminarie van Katoke en later in Itaga. Hij studeerde vervolgens psychologie aan het grootseminatie van Kibosho en theologie aan het Saint Charles Lwanga Segerea grootseminarie.

## Kerkelijke carrière

### Priester
Rugambwa ontving op 2 september 1990 de priesterwijding van paus Johannes Paulus II, tijdens diens pastoraal bezoek aan Tanzania. Van 1990 tot 1991 was hij pastoor van Mabira, waarna hij docent werd aan het kleinseminarie van Katote en kapelaan van het ziekenhuis van Biharamulo. In 1994 ging hij in Rome studeren aan de Pauselijke Lateraanse Universiteit, waar hij in 1998 een doctoraat in pastorale theologie verkreeg. Van 1998 tot 1999 werkte hij in het bisdom Rulenge-Ngara, onder andere als docent aan het seminarie en secretaris van de pastorale afdeling. Van 2000 tot 2002 was hij vicaris-generaal van het bisdom Rulenge-Ngara.

### Bisschop en aartsbisschop
Op 18 januari 2008 benoemde paus Benedictus XVI Rugambwa tot bisschop van Kigoma. Zijn bisschopswijding ontving hij op 13 april 2008 van kardinaal Polycarp Pengo, aartsbisschop van Dar es Salaam.
Op 26 juni 2012 benoemde paus Benedictus XVI Rugambwa tot adjunct-secretaris van de Congregatie voor de Evangelisatie van de Volkeren, en president van de pauselijke missie-organisaties, met de persoonlijke titel van aartsbisschop. Op 9 november 2017 werd hij aangesteld als secretaris van deze congregatie, en tevens als vice-kanselier van de Pauselijke Urbaniana Universiteit.
Op 13 april 2023 benoemde paus Franciscus Rugambwa tot aartsbisschop-coadjutor van Tabora. Toen Paul Ruzoka op 10 november 2023 met emeritaat ging, volgde Rugambwa hem op als aartsbisschop.

### Kardinaal
Rugambwa werd tijdens het consistorie van 30 september 2023 kardinaal gecreëerd. Hij kreeg de rang van kardinaal-priester. Zijn titelkerk werd de Santa Maria in Montesanto.
- Gemeinsame Normdatei: 107355130X
- Virtual International Authority File: 316740267